# Athens Kallithea
PAE Athens Kallithea (gr. Π.Α.Ε. Αθήνα Καλλιθέα) – grecki klub piłkarski, grający obecnie w Superleague Ellada 2, mający siedzibę w mieście Ateny, stolicy kraju.

## Historia
Klub powstał w 1966 roku w wyniku fuzji czterech lokalnych zespołów: Esperos (występujący w pierwszej lidze greckiej w latach 1948–1950 i 1954–1955), Iraklis (Hercules), AE Kallitheas oraz Kallithaikos. W 1967 roku dołączył do nich zespół Pyrsos, dzięki czemu w klubowym logo widnieje pięć gwiazdek symbolizujących pięciu założycieli.
Kallithea FC swoje mecze zaczęła rozgrywać w 1966 roku w trzeciej lidze greckiej. W 1969 roku pierwszy raz awansowała do drugiej ligi, a w 2002 roku do pierwszej ligi. W swojej historii spędziła 15 sezonów w trzeciej lidze (1966-1969, 1975, 1982-1987, 1990-1993, 1994-1997), 23 w drugiej (1969-1975, 1976-1982, 1987-1990, 1993, 1997-2002, 2006-2008) i 4 w pierwszej (2002-2006). W styczniu 2005 roku z Kallithei odszedł Teofanis Gekas, król strzelców Alpha Ethniki, który zasilił drużynę Panthinaikosu Ateny. Zawodnik ten w sezonie 2006/2007 został królem strzelców niemieckiej Bundesligi. W 2022 roku klub zmienił nazwę na Athens Kallithea.

## Reprezentanci kraju grający w klubie
- Aleksios Aleksandris
- Teofanis Gekas
- Takis Ikonomopulos
- Kosmas Karawas
- Andonis Manikas
- Leonidas Wokolos
- Elton Koça
- Bledar Kola
- Arjan Sheta
- Foto Strakosha
- Todor Janczew
- Yves Triantafyllos
- Amiran Mudżiri
- Kanfory Sylla
- Gintaras Staučė
- Mamary Traoré
- Igor Sypniewski
- Alain Behi